# Jaap Boersma (politicus)
Jacob (Jaap) Boersma (Leeuwarden, 2 december 1929 – Amsterdam, 6 maart 2012) was een Nederlandse politicus, ambtenaar en vakbondsbestuurder.
De gereformeerde Boersma was een progressieve antirevolutionair en vakbondsman die in 1973 zijn partijleider en demissionair premier Barend Biesheuvel trotseerde door zijn bereidheid minister te worden in een progressief kabinet. Hij was in de jaren zeventig een van de bekendste politici van Nederland.
Boersma groeide op in Friesland. Zijn vader werkte voor de Nederlandse Spoorwegen. In 1947 ging hij economie studeren in Rotterdam, een jaar later maakte hij de overstap naar de Vrije Universiteit Amsterdam. Na zijn studie ging hij in 1953 werken als economisch adviseur bij het CNV.
In 1964 werd hij gekozen als Tweede Kamerlid voor de ARP. Van 1967 tot 1971 was hij daarnaast lid van het Europees Parlement. Hij was van 1971 tot 1973 minister van Sociale Zaken in de kabinetten Biesheuvel I en Biesheuvel II. Daar voerde hij onder meer regie over de totstandkoming van een sociaal contract tussen regering, bedrijfsleven en vakbonden, om te komen tot loonmatiging. De Sociaal Economische Raad deed begin 1972 de aanbeveling daartoe. Er was sprake geweest van een reeks relatief hoge loonstijgingen, waaraan een zekere gewenning was ontstaan. Dat was in ieder geval de komende drie jaar niet meer mogelijk, aldus de SER.
Als minister van Sociale Zaken in het kabinet-Den Uyl (1973-1977) koos hij doorgaans de zijde van de progressieve bewindslieden. Hij schuwde het niet pittige uitspraken te doen, zoals: de VVD is de partij van de drie H's: halen, hebben en houden. Boersma stond aan de basis van de VUT-regeling.
Hij stapte in 1978, uit onvrede over zijn positie in de CDA-fractie, uit de politiek. Boersma vond het CDA te behoudend en niet sociaal. Tien jaar bleef hij partijloos voordat hij lid werd van de PvdA. Deze partij verliet hij, nadat die grote ingrepen in de sociale zekerheid had goedgekeurd. Hij zou in het vervolg mogelijk op Paul Rosenmöller stemmen, liet hij in 1996 weten.
Nadat hij de Tweede Kamer verlaten had, vertrok hij naar bouwconcern OGEM, waar hij hoofd van de divisie bouw en techniek werd. Daar werd hij in 1981 ontslagen, nadat hij in een interview in weekblad Vrij Nederland collega-bestuurder J. Bartels een "geldwolf en absolute nul" noemde. Na 1,5 jaar werkloosheid, werd hij dankzij zijn oud-collega Jan Schaefer (PvdA) directeur van de Gemeentelijke Stadsreiniging Amsterdam. Hij werkte daar tot aan zijn pensioen.
In 1985 publiceerde hij zijn memoires, "Wat ik nog zeggen wilde".